# Arxiu Nacional de Catalunya
|  | Per a altres significats, vegeu «ANC». |

L'Arxiu Nacional de Catalunya (ANC), ubicat a Sant Cugat del Vallès, és la institució cabdal del país que s'encarrega d'aplegar, conservar i difondre el patrimoni documental de Catalunya. Creat per Decret de la Generalitat de Catalunya el 28 de novembre del 1980, l'ANC és l'arxiu general de l'administració catalana i l'arxiu històric nacional.
Com a arxiu general de l'administració, l'Arxiu Nacional de Catalunya ingressa, recupera i gestiona la documentació generada per l'acció política i administrativa dels departaments, organismes i empreses de la Generalitat. En la seva condició d'arxiu històric, recupera tota aquella altra documentació que, d'acord amb la legislació, té una especial rellevància per al coneixement de la història nacional.
Està adscrit al Departament de Cultura, dins de la Direcció General del Patrimoni Cultural, i està integrat al Sistema d'Arxius de Catalunya (SAC).

## Història

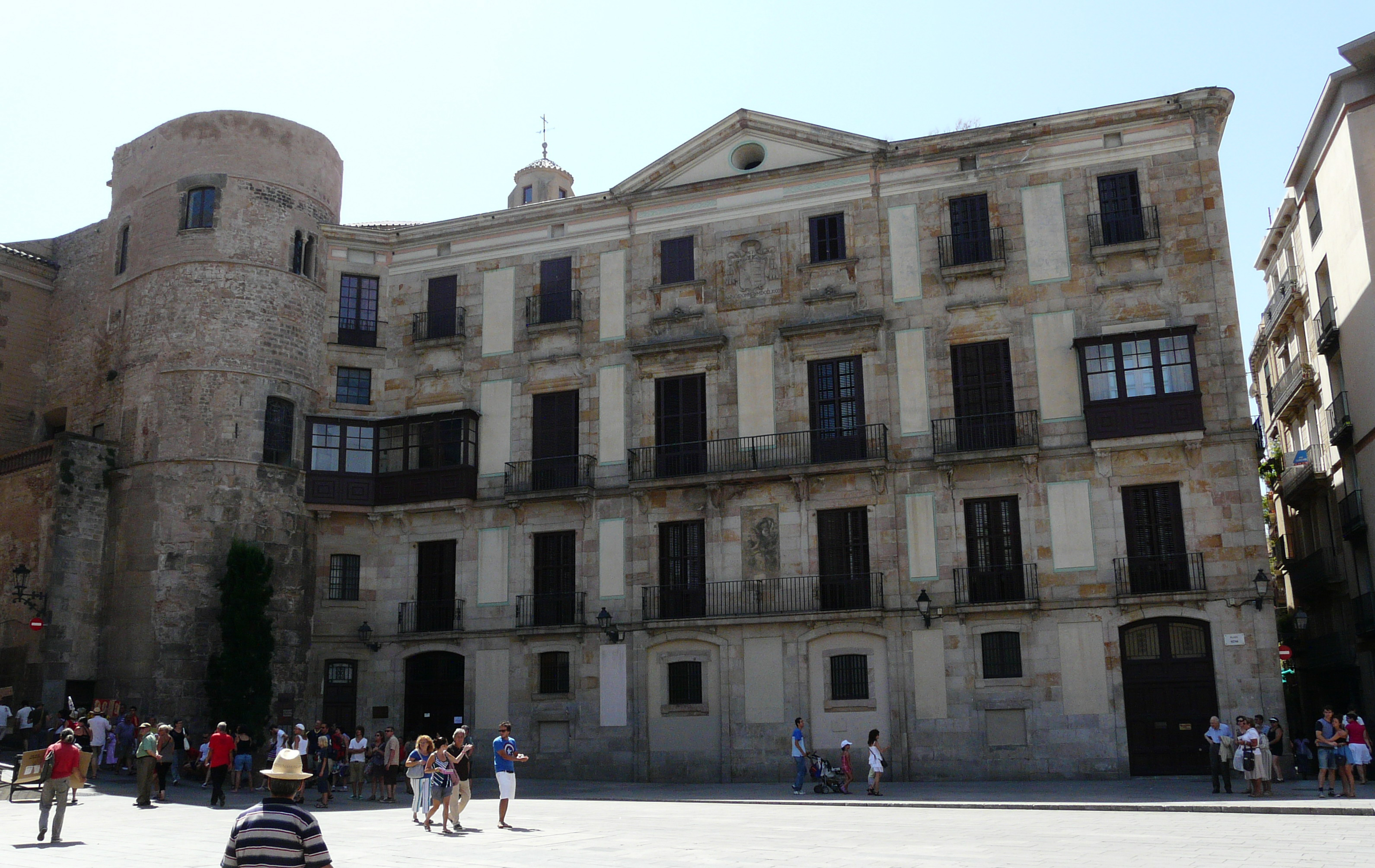
El Palau Episcopal de Barcelona, primera seu temporal de l'Arxiu

L'antecedent més remot de l'Arxiu Nacional de Catalunya es remunta a l'any 1412, quan les Corts de Barcelona acordaren la creació d'un arxiu propi per a la Generalitat històrica o Diputació del General.
El 1931 es proposà a la Ponència d'Arxius, Biblioteques i Belles Arts de crear l'Arxiu General de Catalunya, que per diversos motius no es feu realitat fins a l'any 1936. A banda d'això, el 1934 i com a conseqüència dels traspassos de competències, l'Estat va reconèixer a favor de la Generalitat la titularitat de l'arxiu de la Diputació del General.
L'Arxiu General de Catalunya fou doncs l'antecessor directe de l'Arxiu Nacional de Catalunya. Tenia la funció d'aplegar i gestionar els documents produïts per les administracions públiques de Catalunya. El Decret de 29 de setembre de 1936, signat per Josep Tarradellas, li assignà la primera estada al Palau Episcopal. Posteriorment, l'any 1938 i amb la Guerra Civil, l'Arxiu General de Catalunya es traslladà a Pedralbes, fins que, veient els perills de la guerra, els diversos documents de l'Arxiu van ser dispersats pel territori català. Amb l'esclat de la Guerra Civil, l'Arxiu General de Catalunya assumí la tasca de concentrar als seus dipòsits la documentació que la Generalitat havia posat sota la seva custòdia per protegir-la del perill de la guerra. L'entrada de les tropes franquistes a Catalunya i la consolidació de la dictadura de Franco, però, suposà la supressió de l'arxiu i la paralització de les tasques que desenvolupava.
Finalitzada la dictadura, el 28 de novembre de 1980 el Govern restituït de la Generalitat presidit per Jordi Pujol creà l'Arxiu Nacional de Catalunya i li atorgà la missió de protegir el patrimoni documental català. Des de llavors, la institució ha vetllat per la conservació dels fons històrics nacionals i de l'administració catalana amb la finalitat última de garantir-hi l'accés per part de tota la ciutadania.
L'any 1995 l'Arxiu Nacional de Catalunya es traslladà a la nova seu de Sant Cugat del Vallès. L'edifici disposa d'una superfície útil de 12.625 metres quadrats i la possibilitat d'encabir en els seus 32 dipòsits fins a 62 quilòmetres de prestatgeries amb documents.

## Direcció
Des de la seva creació el 1980 els seus directors han estat Casimir Martí i Martí (1980-1991), Josep Maria Sans i Travé (1992-2015), Francesc Balada i Bosch(2015-2024), i Pilar Cuerva en el càrrec des de l'1 d'abril de 2024.

## L'edifici
Fins a l'any 1995 l'ANC era a un edifici al del carrer de Villarroel a l'Eixample de Barcelona, construït a la dècada dels anys vint del segle xx que havia estat una escola i la seu dels diaris Solidaridad Obrera i Solidaridad Nacional.
Diverses obres de reforma van adequar l'edifici, però la manca d'instal·lacions adients i d'espai van fer que ben aviat es veiés la necessitat de construir un edifici de nova planta. Per les grans dimensions i la funcionalitat que exigia aquesta institució l'Arxiu es va construir a Sant Cugat del Vallès i va ser inaugurat el 23 d'abril de 1995. És un edifici de nova planta que ocupa un solar de 17.700 metres quadrats amb una superfície construïda útil de 12.625 metres quadrats, que pot ser ampliat.
Es van redirigir tres projectes diferents però finalment la nova seu va ser obra de l'arquitecte Josep Benedito i Rovira, amb un disseny funcional. L'edifici està format per quatre grans blocs, connectats per un pati interior, que pugen des del soterrani fins a un cinquè pis. Les dues primeres plantes estan destinades a serveis, les quatre superiors als dipòsits i el magatzem i instal·lacions diverses són al soterrani. Dos cossos annexos, un a la façana nord que aplega l'àrea de difusió cultural i, l'altre, a la façana sud, destinat a la recepció i els primers tractaments de la documentació completen l'edifici. Els dipòsits reuneixen totes les característiques per a garantir la millor conservació dels documents, s'hi limita l'entrada de llum i un sistema automatitzat hi controla la temperatura i la humitat.

### Seguretat de l'edifici
Conscients que l'Arxiu Nacional de Catalunya conserva documentació de gran valor per a l'estudi de Catalunya es va dotar de les condicions de seguretat més modernes i òptimes per a garantir-ne la bona conservació. Aquestes mesures de seguretat consten d'alarmes d'incendi i robatori, amb detectors iònics de fum i de temperatura que activen una xarxa d'extinció d'aigua polvoritzada que refreda els dipòsits. A més a més l'Arxiu està connectat permanentment amb la central d'alarmes per a alertar als bombers i els cossos de seguretat, i un circuit tancat de televisió i detectors volumètrics de presència controlen tot el dia l'estat intern de l'edifici.
Raons de seguretat han motivat l'organització funcional de l'edifici. L'accés a les diferents àrees de l'Arxiu s'estructura en tres nivells: en un primer nivell es troben les sales d'accés per al públic en general; en un segon nivell hi ha les sales d'accés per als investigadors degudament acreditats, i en un tercer nivell, les zones d'accés reservat únicament per al personal de l'Arxiu.

## Estructura
Amb l'objectiu de donar resposta a la diversitat de fons i de serveis, l'ANC s'estructura a partir de diverses àrees: 
- L'Àrea dels Fons de l'Administració fa els treballs relacionats amb la conservació dels testimonis documentals que, especialment al llarg del segle xx, ha produït l'Administració pública a Catalunya.

- L'Àrea dels Fons Històrics, ingressa fons de propietat privada que li són donats o dipositats pels seus propietaris.

- L'Àrea dels fons d'Imatges, gràfics i audiovisuals dona el tractament específic en funció del suport als documents i arxius d'imatge i so. Aquesta àrea vetlla també per la recuperació dels fons d'aquestes característiques i pel seu ingrés a l'Arxiu Nacional.

- L'Àrea de Reprografia i Noves Tecnologies, té una triple vessant; en primer lloc, ofereix a la ciutadania el servei de reproducció de documentació; en segon lloc, realitza els programes anuals de digitalització per tal de poder facilitar l'accés, la difusió i la preservació de la documentació custodiada; i, en tercer lloc, desenvolupa programes de reproducció de fons que tenen interès per al coneixement de la història de Catalunya i que, per diverses circumstàncies, no són accessibles per a la seva consulta o es troben en centres i institucions públiques i privades fora de Catalunya. El conjunt de fons i documents reproduïts, ja siguin en suport digital o en microfilm, formen l'Arxiu de Complement.

- El Laboratori de Restauració, que fa els treballs de conservació i de consolidació dels documents.

- La Biblioteca de l'Arxiu Nacional de Catalunya, integrada per la biblioteca auxiliar i els fons de reserva.

- L'Arxiu Nacional de Catalunya és un centre que té una pròpia funció cultural que consisteix en transmetre i divulgar a la societat els continguts que s'hi conserven. Per això l'àrea de Difusió i Comunicació organitza activitats diverses.

## Ingressos
Els diversos documents que hi ha a l'Arxiu Nacional de Catalunya ingressen a partir de diverses formes; n'hi ha que procedeixen de l'administració a partir de transferències, mentre altres ho fan a partir de donacions, compravenda o altres formes de cessió. Tan aviat com arriben els documents pel moll de descàrrega, l'ANC els aplica un primer tractament preventiu de fongs i una primera classificació. A continuació es realitza un tractament arxivístic, un conjunt d'operacions sobre la documentació que fa possible l'accés dels usuaris als documents i en garanteix la conservació. Aquest procés de conservació consta de dos nivells d'actuació: la conservació preventiva i la conservació curativa o restauració. Finalment, els documents s'ubiquen al dipòsit que escau.

## Quadre de fons i classificació
- Fons de l'Administració Autonòmica: Dins d'aquest grup es troba la documentació que fa referència a la Generalitat en tres etapes diferenciades; la primera d'aquestes és l'etapa de la Generalitat de Catalunya durant la Segona República Espanyola, des del 14 d'abril de 1931 fins al final de la Guerra civil. Aplega també la documentació de la Generalitat de Catalunya durant l'exili, des dels anys 1939 fins al 1977, i finalment la documentació que es genera des del restabliment de la Generalitat fins a l'actualitat.

- Fons de l'Administració Local: Aquest grup aplega la documentació que es considera el precedent contemporani de la Generalitat. Es pot trobar entre d'altres, la documentació que fa referència a la Mancomunitat de Catalunya, el fons de la Comissió Liquidadora de la Mancomunitat o la documentació de Tresoreria dels anys 1914-1925.

- Fons de l'Administració perifèrica de l'Estat: En aquests fons es troba la documentació generada a Catalunya durant els anys del franquisme i transferida a la Generalitat. Destaquen els fons documentals referents a censures d'obres teatrals, control de seguretat de vehicles matriculats, instal·lacions esportives, expedients de personal docent (incloent la depuració que es va produir en aquest camp), etc.

- Fons de l'Administració Reial i Senyorial: Aquest fons inclou més de 3.000 plets de processos civils de la Reial Audiència de Catalunya des de finals del segle xvi fins al segle xix.

- Fons judicials: Aquests fons està integrat per la documentació de diferents òrgans judicials de Catalunya del segle xx. Així es poden trobar, entre molts altres, Jutjats Municipals, de Districte, de Primera Instància o Jutjats de Primera Instrucció de Barcelona. A més a més també hi ha el fons de diferents Magistratures, on predomina la sèrie d'actuacions exercides en matèria laboral.

- Fons d'Institucions: Aquest aplega els fons d'organismes creats per a una funció molt específica, de servei o interès públic vinculats a la Generalitat, durant l'època republicana o en l'actualitat.

- Fons registrals: Aquests fons estan constituïts per 2.507 llibres-registre dels Corredors Reials de Canvi de Barcelona durant els anys 1780-1956. A banda, aquests fons estan complementats amb una col·lecció de les cotitzacions de la Borsa de Barcelona i de llibres de reclamacions de valors.

- Fons d'associacions i fundacions: Aquests fons inclouen els arxius d'associacions i entitats, organitzacions sindicals i associacions polítiques. Alguns d'aquests fons estan formats pels arxius generats per les entitats i altres són fruit de la recuperació de documents, ja sigui a partir de donacions o dipòsits dels associats i militants.

- Fons patrimonials i familiars: Dels fons patrimonials i familiars en destaquen per la seva importància els fons nobiliaris, entre d'altres el llinatge Sentmenat, els Güell-López, el llinatge Moixó o el llinatge Despujol. A banda d'aquests, l'Arxiu Nacional també conserva documentació de noblesa no titulada i de moltes famílies catalanes rurals i urbanes.

- Fons personals: En aquests fons podem trobar documentació de personalitats molt importants de la societat catalana dels segles XIX i XX, com per exemple Francesc Macià, Prat de la Riba, Ventura i Gassol, Eugeni d'Ors, Carles Riba, Josep Mainar o Joaquim Renart. A més també s'hi poden trobar obres fotogràfiques de diversos autors, com ara Josep Gaspar, Gabriel Casas, Joan Bert i Ramon Claret o Frederic Cuyàs.

## Serveis
L'Arxiu Nacional ofereix diferents serveis a la ciutadania:
- Consulta a través d'internet: els usuaris de l'ANC poden consultar via web els inventaris i els catàlegs de l'arxiu. A més a més també poden fer la reserva dels documents per internet.
- Biblioteca i Hemeroteca: la biblioteca auxiliar, especialitzada en història i arxivística conté gairebé 25.000 volums i 600 títols de publicacions periòdiques. La biblioteca de l'Arxiu Nacional forma part de les Biblioteques Especialitzades de Catalunya i Catàleg Col·lectiu de les Universitats de Catalunya. S'ofereix als usuaris el servei de préstec interbibliotecari per tal que puguin accedir a tots els documents bibliogràfics de les biblioteques integrades al (CCUC).
- Restauració: Aquesta àrea estableis les mesures de protecció de la documentació. Disposa d'un laboratori on es desenvolupen els tractaments per a la conservació, segons l'especificitat de cada suport documental. Les activitats del Laboratori de Restauració no es limiten únicament al tractament dels fons propis de l'ANC, sinó que s'amplia a tot el patrimoni documental conservat en els altres arxius i institucions públiques, té la funció de Centre de Restauració Documental de tot el país.
- Servei didàctic: aquest servei assisteix els mestres i professors d'ensenyament primari i secundari. Facilita als alumnes el treball didàctic amb fonts d'arxiu i especialment el treball de recerca de batxillerat. Aporta recursos didàctics i documentals al cos ensenyant. Així mateix, organitza visites i tallers.
- Servei de reproducció: els usuaris poden obtenir, d'acord amb les taxes i a la normativa establerta, diversos tipus de còpies: fotocòpies, impressions d'imatges digitals, digitalitzacions, impressió de microfilms i còpies de documents multimèdia.
- Pòdcast: des de juny de 2020, l'Arxiu Nacional de Catalunya publica mensualment el seu pòdcast "Sentir l'Arxiu. El pòdcast de l'Arxiu Nacional".[13]

 A banda d'aquests serveis l'ANC té una sala de conferències amb capacitat de cent persones, una sala d'exposicions i una sala de difusió i ofereix també la possibilitat de fer visites guiades amb grup.

## Entitats vinculades
L'ANC ajuda diverses institucions i entitats ciutadanes per a realitzar activitats culturals, vinculades al patrimoni documental i al coneixement de la història de Catalunya. Així doncs podem trobar entre d'altres:
- Societat catalana de Genealogia, Heràldica, Sigil·lografia, Vexil·logia i Nobiliària
- Amics de la Unesco
- Institut de Ciències de l'Educació
- Universitat Autònoma de Barcelona
- Escola Superior d'Arxivística i Gestió de Documents
- Seminari de Paleografia, Diplomàtica i Codicologia
- Asociación para la creación del Archivo de la Guerra Civil, las Brigadas Internacionales, los Niños de la Guerra, la Resistencia y el Exilio Español (AGE)
- Departament d'Educació de la Generalitat de Catalunya
- Programa Memorial Democràtic. Departament d'Interior, Relacions Institucionals i Participació de la Generalitat de Catalunya
- Institut Municipal d'Educació de l'Ajuntament de Barcelona
- Fuerzas Eléctricas de Cataluña S.A.
- ALSTOM
- Farga Lacambra
- Compañía General de Tabacos de Filipinas S.A.
- Òmnium Cultural
- Col·legi d'Advocats de Barcelona
- Col·legi de Farmacèutics de Barcelona
- Federació Catalana de Futbol